# Saronno Foot-Ball Club 1919-1920
Questa voce raccoglie le informazioni riguardanti il Saronno Foot-Ball Club nelle competizioni ufficiali della stagione 1919-1920.

## Rosa
| N. |                   | Ruolo | Calciatore          |
| -- | ----------------- | ----- | ------------------- |
|    | Italia (bandiera) | D     | Giuseppe Antonazzi  |
|    | Italia (bandiera) | C     | Astori              |
|    | Italia (bandiera) | C     | Paolo Balestrini    |
|    | Italia (bandiera) | A     | Virginio Banfi      |
|    | Italia (bandiera) | A     | Arturo Boiocchi (I) |
|    | Italia (bandiera) | A     | Enrico Carugati     |
|    | Italia (bandiera) | C     | Cattaneo            |
|    | Italia (bandiera) | C     | Erminio Dario       |
|    | Italia (bandiera) | A     | Coriolano Del Cero  |
|    | Italia (bandiera) | C     | Silvio Giannoni (I) |
|    | Italia (bandiera) | A     | Costante Longhi     |
|    | Italia (bandiera) | P     | Pierino Mangili     |

| N. |                   | Ruolo | Calciatore         |
| -- | ----------------- | ----- | ------------------ |
|    | Italia (bandiera) | D     | Antonio Meazza     |
|    | Italia (bandiera) | D     | Monti (I)          |
|    | Italia (bandiera) | A     | Montoldi           |
|    | Italia (bandiera) | A     | Giacomo Olivieri   |
|    | Italia (bandiera) | C     | Federico Orlandi   |
|    | Italia (bandiera) | P     | Angelo Pellacani   |
|    | Italia (bandiera) | A     | Pietro Reina (I)   |
|    | Italia (bandiera) | C     | Italo Rossi        |
|    | Italia (bandiera) | D     | Livio Semelli (II) |
|    | Italia (bandiera) | P     | Storiale           |
|    | Italia (bandiera) | D     | Tanzi              |
|    | Italia (bandiera) | A     | Amelio Veronelli   |

## Risultati

### Prima Categoria

#### Girone C lombardo

##### Girone di andata
| Arbitro: | Carrer (Como) |

|             |           |                           |
| Ferrini 22’ | Marcatori | 30’ Del Cero 72’ Olivieri |

| Arbitro: | Barnabò (Milano) |

|                    |           |   |
| ? 10’ Clivio 69’ ? | Marcatori | ? |

| Arbitro: | Quirci (Milano) |

|                                            |           |                         |
| Boiocchi 20’ Orlandi Carugati 60’ Olivieri | Marcatori | 27’ Donegana L. Bianchi |

| Arbitro: | Barnabò (Milano) |

|                          |           |  |
| Sodano 48’ Malaspina 75’ | Marcatori |  |

| Arbitro: | Quirci (Milano) |

|                                            |           |  |
| Olivieri 25’ Orlandi 65’ Carugati Boiocchi | Marcatori |  |

##### Girone di ritorno
| Arbitro: | Bistoletti (Milano) |

|                                                     |           |             |
| Monti 4’ Rossi 15’ Reina 70’ Boiocchi ?’ (rig.), ?’ | Marcatori | 87’ Bianchi |

| Arbitro: | Gaetani |

|  |           |                                       |
|  | Marcatori | 10’ Crocco ?’ (aut.) Antonaci Dagradi |

| Arbitro: | Livraghi (Milano) |

|              |           |                                      |
| Avogadro 47’ | Marcatori | 5’ Reina Carugati Boiocchi Veronelli |

| Arbitro: | Moda (Milano) |

|                         |           |         |
| Carugati ?’, ?’ Orlandi | Marcatori | Pairani |

| Arbitro: | Mattia |

|                                     |           |                             |
| Cairo Missaglia Ballerini 44’ Cario | Marcatori | ?’ (rig.) Boiocchi Carugati |